# Xavier Le Floch
Xavier Le Floch né le 11 avril 1973 à Gourin est un triathlète professionnel français, spécialiste des triathlons longues distances, vainqueur sur triathlon Ironman.

## Biographie

### Jeunesse
Xavier Le Floch commence le sport par la pratique du rink hockey et de la course à pied. C'est à l'âge de 19 ans qu'il découvre le triathlon sur une course promotionnelle en 1992 à Perros-Guirec en Bretagne, où il finit 6e. À la suite de cette première expérience positive, il se licencie au club de Quimper.

### Carrière
En juin 2003, il embarque à bord d'un avion de la compagnie Brit Air en direction de Brest. Un malaise terrasse le pilote provoquant un atterrissage forcé dans un champ. L'avion ayant pris feu, il s'extrait avec difficulté de la carlingue. La violence du choc lui provoque un tassement de vertèbres, son physique athlétique lui évite de plus graves dommages physiques. Les médecins sont pessimistes quant à la possibilité de continuer la pratique du triathlon et du sport. Refusant cette fatalité, il opte pour une thérapie réduite afin de ne pas subir une trop grande baisse de niveau et reprend l’entrainement, malgré la douleur, quelques semaines plus tard. Il participe cette année-là au championnat du monde d'Ironman à Kona (Hawaï) où il finit à la 14e place.
Xavier Le Floch remporte son premier Ironman en 2007, en Malaisie. Malgré la chaleur et l'humidité, il sort en 7e position de l’eau et fait la course vélo dans un trio de tête. Au départ du marathon, il accuse un retard de plus d'une minute sur l’Australien Mich Dean. Augmentant son rythme de course, il prend la tête au 36e kilomètre et franchit la ligne d'arrivée en vainqueur, avec un temps de 8 h 43 min 52 s. Cette même année, il termine à la seconde place des championnats du monde de triathlon longue distance derrière son compatriote Julien Loy.
En 2008, il remporte l'Embrunman au terme d'une course très disputée assortie de conditions climatiques éprouvantes où la pluie et la grêle causent de nombreux abandons. Accusant un retard de plus de deux minutes sur la tête de course composée de Gilles Reboul et Stephen Bayliss, il comble ce retard au pied du col d'Izoard en compagnie du triathlète espagnol Marcel Zamora. Reboul et Zamora creusent l’écart pendant l'ascension et accentuent leur avance sur la fin du parcours. Il pose son vélo à la deuxième transition avec un retard de 3 min 30 s sur Gilles Reboul et de plus de 9 minutes sur Marcel Zamora. Entamant son marathon sur un rythme solide, il double Gilles Reboul et fait la jonction avec Marcel Zamora au 25e kilomètre. Ce dernier, en proie à des problèmes gastriques, ne peut soutenir le rythme imposé par Xavier Le Floch. Il remporte l'épreuve pour sa troisième participation en 10 h 6 min 35 s. 
En 2010, à 37 ans, il annonce renoncer définitivement à l'équipe de France, estimant que sa deuxième place au championnat du monde en 2007 ne lui a été d'aucun bénéfice dans la progression de sa carrière professionnelle.

### Reconversion
Xavier le Floch met un terme à sa carrière et se reconvertit dans l’entrainement de triathlètes. Il crée sa propre structure, XLF coaching, et en 2012, il organise une épreuve de triathlon au format half-Ironman avec le club de Gourin, sa ville natale. Baptisée « Triathlon du Pays du Roi Morvan », la première édition se tient en mai 2013 dans la commune de Priziac.

## Palmarès
Le tableau présente les résultats les plus significatifs obtenus sur le circuit national et international de triathlon depuis 2001.
| Année | Compétition                                      | Pays           | Position | Temps           |
| ----- | ------------------------------------------------ | -------------- | -------- | --------------- |
| 2008  | Embrunman                                        | France         |          | 10 h 6 min 36 s |
| 2008  | Championnat d'Europe longue distance             | France         |          | 7 h 24 min 30 s |
| 2007  | Ironman Malaysie                                 | Malaisie       |          | 8 h 43 min 52 s |
| 2007  | Championnat du monde longue distance             | France         |          | 3 h 36 min 19 s |
| 2005  | Championnat du monde longue distance             | Danemark       |          | 5 h 41 min 53 s |
| 2005  | Championnat du monde longue distance par Équipes | Danemark       |          |                 |
| 2005  | Ironman Afrique du Sud                           | Afrique du Sud |          | 8 h 37 min 38 s |
| 2004  | Championnat de France longue distance            | France         |          | Timing          |
| 2004  | Championnat du monde longue distance par Équipes | Suède          |          |                 |
| 2004  | Half Ironman Royaume-Uni                         | Royaume-Uni    |          | 3 h 57 min 56 s |
| 2003  | Championnat du monde longue distance             | Espagne        |          | 5 h 58 min 59 s |
| 2003  | Championnat du monde longue distance par Équipes | Espagne        |          |                 |
| 2001  | Championnat du monde longue distance par Équipes | Danemark       |          |                 |